# Max Böhland
Max Böhland (Max Willy Böhland; * 4. Februar 1896 in Pegau; † Februar 1975 in Queens) war ein US-amerikanischer Langstreckenläufer deutscher Herkunft.
Bei den Olympischen Spielen 1920 in Antwerpen kam er im Crosslauf auf den 16. Platz.
1918 wurde er US-Meister im Crosslauf und 1921 US-Hallenmeister über zwei Meilen.